# Ptilocichla mindanensis
Ptilocichla mindanensis е вид птица от семейство Pellorneidae.

## Разпространение
Видът е разпространен във Филипините.